# 白楊山角龍屬
白楊山角龍屬又譯奧喬角龍，是角龍科恐龍的一屬，化石發現於美國的新墨西哥州，屬於白楊山組（Ojo Alamo Formation）的Naashoibito段，地質年代為上白堊紀馬斯垂克階，距今約6800萬年前。模式種是福氏白楊山角龍（O. fowleri）。牠們的外表與三角龍非常類似，並擁有較方形的頭盾。
在2011年，尼克·朗里奇（Nick Longrich）發現某些三角龍的標本也有較方型的頭盾，因此提出白楊山角龍可能是三角龍的次異名。湯瑪斯·霍爾茲（Thomas R. Holtz）則提出白楊山角龍可能是三角龍的直系祖先，可能是相同時代始三角龍的異名。白楊山角龍的身長被估計約9公尺長。